# Roberto Salcedo
Esmerito Antonio Salcedo Gavilán (Villa Juana, Distrito Nacional; 18 de abril de 1953), conocido como Roberto Salcedo, es un político, actor y productor televisivo dominicano. Salcedo fue alcalde del Distrito Nacional, subdivisión de la capital de la República Dominicana, desde 2002 hasta 2016 y fue sucedido por David Collado.

## Biografía
Nació en 1953, en Villa Juana, entonces un pueblo en las afueras de la ciudad de Santo Domingo, ahora convertido en sector de la misma. Salcedo nació dentro de una familia pobre. Su padre era un marino quién ganaba RD$ 14 (US$ 14) mensuales, y su madre era una costurera.
Es un exitoso presentador y productor de televisión dominicana, con destacada participación en diversos canales locales. A nivel político fue elegido por tres periodos sucesivos como alcalde del Distrito Nacional. 